# Carolina Cerqueira
Pour les articles homonymes, voir Cerqueira.
Carolina Cerqueira (née en 1956) est une femme politique angolaise. Membre du Mouvement populaire de libération de l'Angola (MPLA), elle est ministre d'État aux Affaires sociales de 2019 à 2022 et présidente de l'Assemblée nationale depuis 2022.

## Jeunesse et formation
Cerqueira est née le 20 octobre 1956 à Caculo Cabaça (en) dans la municipalité de Banga (en) dans la province de Cuanza-Nord en Angola .
Elle obtient sa maîtrise en droit des sciences politiques à l'université Agostinho Neto en 2008 et devient juriste. Elle suit le cours de journalisme diplomatique au siège de l'ONU à New York, une formation en diplomatie populaire à l'université du Salento, en Italie, une formation en observation électorale au siège de l'Union européenne à Bruxelles et au Ghana et une formation en résolution de conflits au Kenya. Elle est membre de la Fédération internationale des femmes prônant la carrière juridique, de l'Association des femmes angolaises carrières juridiques, de l'OMD, du Comité des femmes éminentes africaines et des Assises de l'UNESCO Afrique. Si le portugais est sa langue maternelle, elle connaît l'anglais, le français et comprend l'espagnol. 

## Carrière
Elle commence sa carrière en tant que journaliste à la Radio nationale d'Angola (RNA) où elle  travaille de 1977 à 1984. Elle est ensuite directrice du Bureau de la citoyenneté et de la société civile du MPLA entre 1984 et 2008. Elle est présidente de l'Assemblée générale de la Fédération internationale des femmes dans les carrières juridiques de 2006 à 2012 et membre de la Commission constitutionnelle de l'ARC en 2010. 
En 2008, elle est élue députée à l'Assemblée nationale où elle est vice-présidente du groupe parlementaire du MPLA de 2008 à 2010, date à laquelle elle est nommée ministre de la Communication sociale. Réélue députée en 2012 pour la province de Luanda, elle est vice-présidente de l'Assemblée, membre de la commission permanente et de la commission des affaires juridiques et constitutionnelles. Parallèlement, elle occupe au sein de l'Union interparlementaire (UIP) les fonctions de présidente de la commission des droits de l'homme, des suggestions et des plaintes et de présidente du groupe national mondial ainsi que membre du comité exécutif et du comité du développement durable, des finances et du commerce en 2015. Elle est également vice-présidente de l'Organisation panafricaine des femmes pour l'Afrique australe entre 2013 et 2016.
En mars 2016, elle est nommée ministre de la Culture, fonction qu'elle occupe jusqu'en janvier 2020, avant de devenir ministre d'État aux Affaires sociales. Elle conserve son siège de députée lors des élections du 24 août 2022 puis elle est élue présidente de l'Assemblée nationale le 16 septembre suivant.

## Relations internationales
Cerqueira est reconnue internationalement pour ses efforts depuis 30 ans dans la promotion de la démocratie, des droits des femmes et de la promotion de la paix. Elle est considérée comme une championne de la résolution pacifique des conflits et a travaillé en tant que cadre supérieur de l'Organisation des femmes africaines pendant 20 ans. En tant qu'ambassadrice de l'Angola, elle a représenté la nation dans diverses conférences internationales sur la paix, le développement et l'égalité des sexes. Elle a également été un facilitateur pour établir des liens entre des ONG et des branches spécifiques de projets des Nations unies. Elle a été observatrice électorale lors des premières élections multipartites en Namibie et en Afrique du Sud. Elle représentait l'Angola au sein de l'Union interparlementaire et a souligné que l'Angola était l'un des dix premiers pays en termes d'équité entre les sexes. Elle est acclamée pour sa gestion diplomatique de la formule de la loi sur le statut des journalistes, favorisant un large débat national et gérant efficacement la presse et les médias.